# Barót
Barót (románul Baraolt, németül Boralth) város és adminisztratív egység Romániában, Kovászna megyében. Történeti és néprajzi tekintetben az Erdély keleti részén található Székelyföld része. A valamikori Miklósvár fiúszék székhelye, ma Erdővidék központi települése, egykori bányaváros. Közigazgatásilag Bibarcfalva, Bodos, Köpec, Miklósvár és Felsőrákos tartozik hozzá.
A 2021-es népszámlálás adatai alapján 7730 lakosából 6736 magyar, 218 román, 73 roma és 3 német volt (698 személyről nem volt elérhető információ).

## Fekvése
Barót a Kovászna megye északnyugati részén fekvő Baróti-medencében helyezkedik el. A medencét a Dél-Hargita, a Baróti-hegység, és a Persány-hegység határolja. Barót az azonos nevű patak alsó folyása mellett terül el, a patak pedig kettészeli a helységet. A település határának nagyobbik része dombvidék. Határát északnyugatról a Kormos-Lángos pataka, nyugatról az Olt szegélyzi.

## Közlekedési infrastruktúra
- Közúton Sepsiszentgyörgy, illetve Csíkszereda felől Mikóújfalunál a 122-es számú megyei útra térve, valamint Brassó, illetve Székelyudvarhely felől a 131-es számú megyei úton érhető el.
- A városon nem halad át vasútvonal; a legközelebbi vasúti megálló a Brassó–Tövis-vonalon(wd) található, a 4 kilométerre lévő ágostonfalvi vasútállomás.[7]
- A városhoz legközelebb a Brassó-Vidombáki Nemzetközi Repülőtér esik, amely a várostól 55 kilométerre található.[8]

## Nevének eredete
A település nevét valószínűleg a honfoglaláskor itt letelepedett Barót nemzetségről kapta. A nemzetségnév a török boru aldi (= nyest) főnévre megy vissza.

Barót nevének eredetével már Orbán Balázs is foglalkozott: 
Baróth nevét igen sokféleképen származtatják. Benkő szent Bartholdtól; a hagyomány azonban regényes eredetről beszé. A mongolduláskor, midőn e haza népe üldözött vadként bolygott az erdők rengetegében, egy együtt bujdákoló szerelmes pár megpillantván e szép kies völgyet, felkiáltának: bár ott lenne nyugalmunk helye! Oda is települtek, s számos magzatokkal áldatván meg, alapitóji lettek e falunak, melyet első meglepetésök kicsalta felkiáltásukról neveztek Bárottnak, miből később idomitással lett Barot, s igy irva találjuk Baróth nevét régi okmányokban is, a h csak későbbi hozzátoldás.
De legvalószinübb Horváth István névszármaztatása, ki a honfoglaláskor Erdélybe települhetett Barot nemzetségtől származtatja.

## Története
II. András király egy 1224-es kiváltságlevélben szabályozta a szász telepesek jogi helyzetét, és kijelölte a nekük adott terület határait. Az Andreanum néven ismert kiváltságlevél a szászoknak adományozott területek egyik határpontjaként hivatkozik egy Boralt nevű helyre:
[...] ita tamen quod universus populus incipiens a Varas usque in Boralt cum terra Siculorum terre Sebus et terra Daraus unus sit populus et sub uno iudice censeantur omnibus comitatibus preter Cibiniensem cessantibus radicitus.

– részlet az Andreanumból

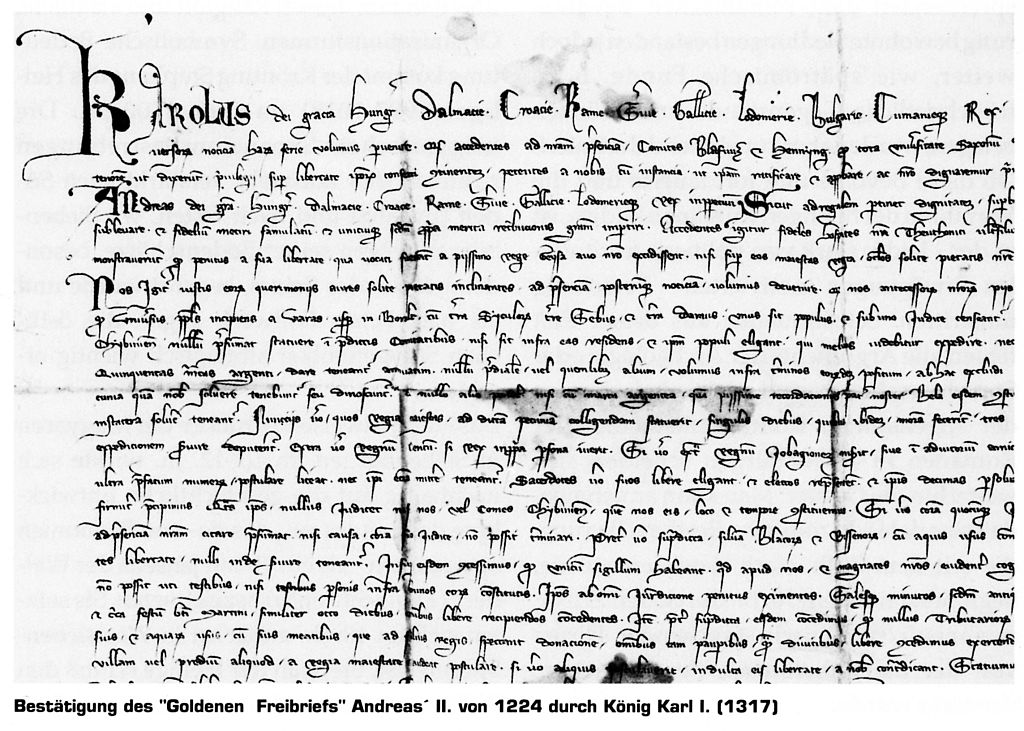
Az Andreanum másolata. A II. András király által kiadott kiváltságlevél eredetije elveszett. A szövege mégis ismert, mivel I. Károly magyar király 1317. május 25-én hiteles másolatot készíttetett róla, és az okiratban foglaltakat megerősítette.

Hogy az Andreanumban szereplő Boralt a mai Barótot jelöli-e, ezzel kapcsolatban nincs teljes megegyezés a szakértők között. Ezen szakmai vita alapvonalairól már Orbán Balázs is említést tesz, valamint ő maga is a Boralt Baróttal való azonosítása ellen hoz fel érveket. Orbán Balázs után Binder Pál mélyrehatóbban is foglalkozik a vitás névazonosítás kérdéskörével, és ő is arra a következtetésre jut, hogy az 1224-ben említett Boralt nem Barótra utal.
Vannak viszont források és szerzők, akik úgy vélik, hogy a kiváltságlevélben szereplő Boralt nevű hely Barót települést jelzi. Az azonosság mellett foglal állást sokak mellett Benkő József, August Ludwig Schlözer, Otto Mittelstrass, de P. Szabó Béla is Baróttal azonosítja Boraltot 2022-es szakmunkájában.

Az Andreanum után több, mint száz évvel, 1332-ben, 1333-ban és 1334-ben említik Barótot a pápai tizedjegyékben Borouch, Baroch, és Barchuch név alatt.
Item Damyanus sacerdos de Borouch solvit XV. banales antiquos. – Barót a pápai dézsmák regestrumának egyik szakaszában
1334-ben egy peres kérdésben is említik Barótot, "midőn Baróti Lőrincz, Miklóssal, Gyula fiával perel egy „Salamon” nevü hely felett."
Barót írásos említései mellett, a 13–14. századtól, a határpontként többször megjelölt Vécerről is vannak feljegyzések. 1252-ben például így hivatkoznak Vécerre: "Prima meta incipit ab oriente super quodam monte nomine Vecul et venit ad flumen Olth [...]". Majd 1349-ben eképpen: "prima enim meta incipit in tine montis Vechul iuxta fluuium Olth, deinde per Kuzepberch [...]"
Luxemburgi Zsigmond 1396-os törökellenes hadjáratában egy Cserei Balázs nevű baróti vitéz is részt vett. A nikápolyi csatában ő mentette meg Zsigmond királyt a rá támadó török harcostól, és a menekülés alatt búzaszemekkel táplálta a királyt. A hazatérés után, hűséges katonai szolgálatáért a király Cserei Balázst birtokadományokkal és olyan címerrel jutalmazta, amely alátámasztja hőstettét. A király Balázsfalvát és a környékén lévő tizenhárom jobbágyfalut adta a baróti vitéznek. Nem mellékes, hogy Balázsfalva nevének eredete Cserei Balázsra mutat.
A baróti várat, amely valószínűleg a település határában állott római castrum maradványa lehetett, a középkorban Venczel várának hívták. A vár lábánál feküdt egykor Alsó- vagy Kisbarót. Felső- vagy Nagybarót pedig a Nagyerdő alatt feküdt.
A római katolikus templom a 16. században épült. A reformáció idején Erdővidék települései túlnyomó többségben protestáns hitre tértek. Barót azonban megőrizte katolikus többségét Nagy Baróti Kata erélyes fellépésének következtében. A nagy tekintéllyel bíró, Baróti családhoz tartozó nő összehívta a többi asszonyt, dorongokkal és nyársakkal elállták a templom kapuját a nemkatolikus biztosok és hitszónokok előtt, így Barót megőrizte katolikus többségét egészen az 1900-as évek derekáig. Ma a római katolikus nőszövetség a Nagy Kata nevet viseli.

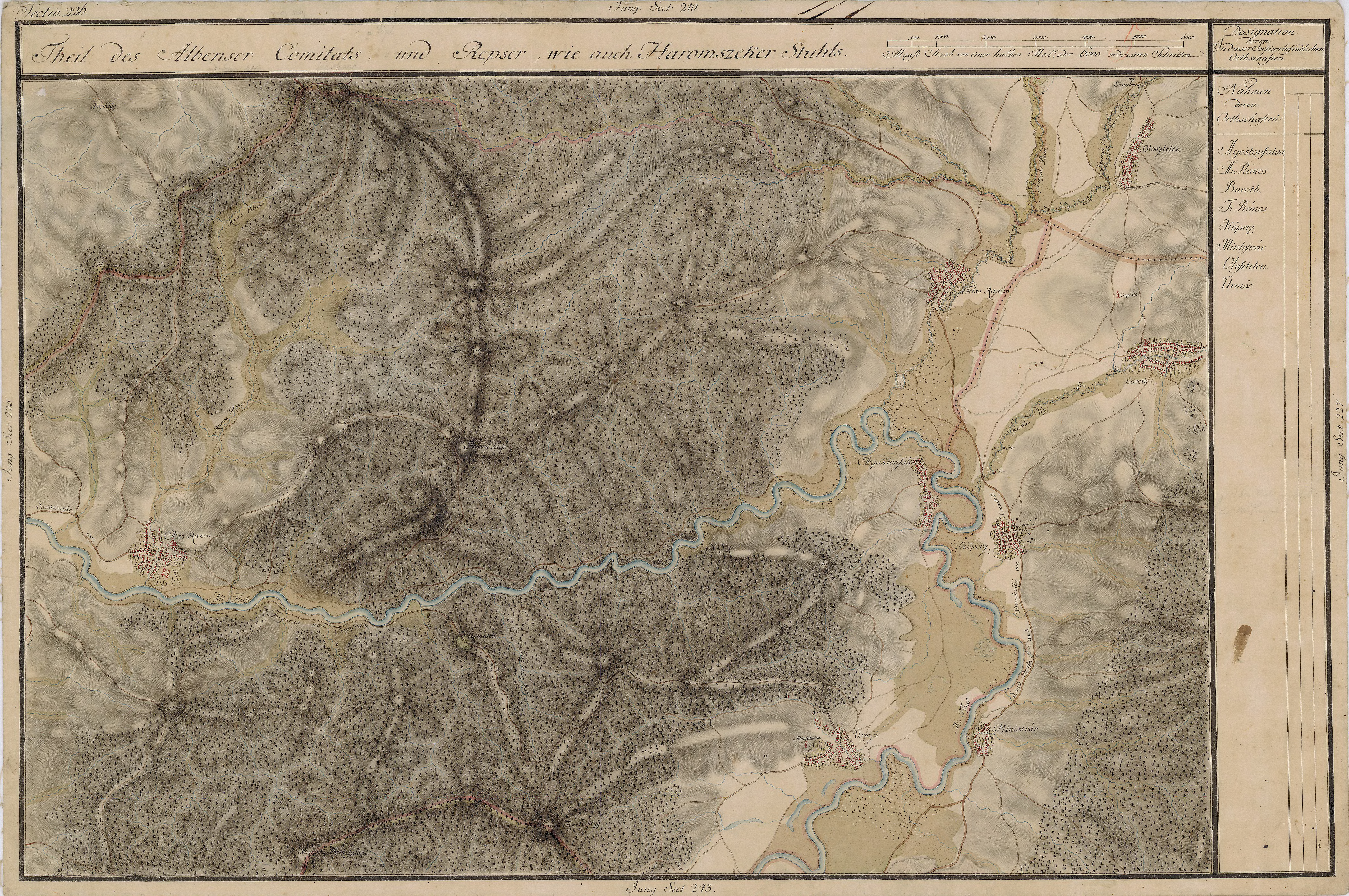
Barót az első katonai felmérés térképén

A települést 1658-ban tatárok dúlták fel, 1709-ben labancok kirabolták.
1802-ben földrengés pusztított, melyben a templom is súlyosan megrongálódott, és 1817-ben újjá kellett építeni.
Az 1848-49-es szabadságharc eseményei Barót környékén is erőteljes lenyomatot hagytak. 1848. december 9-én csata fejlődött ki a háromszéki magyar és az osztrák csapatok közt Felsőrákos és Köpec határában, amely – a háromszékiek hősies ellenállása dacára – osztrák győzelemmel zárult. Azonban az osztrák csapatokat vezető August von Heydte dragonyos őrnagy nem elégedett meg a katonai győzelemmel. Az ágostonfalviakkal kiegészült osztrákok felgyújtották Köpecet, a menekülőket pedig lemészárolták. December 9-én ötvenen haltak meg ilyen körülmények közt. Egyes elbeszélések szerint a pusztítás egy kétórai szabadrablás ideje alatt történt, amely különös kegyetlenkedésekbe torkollt. Innen eredeztethető a mondás: „Baj van Köpecen.”

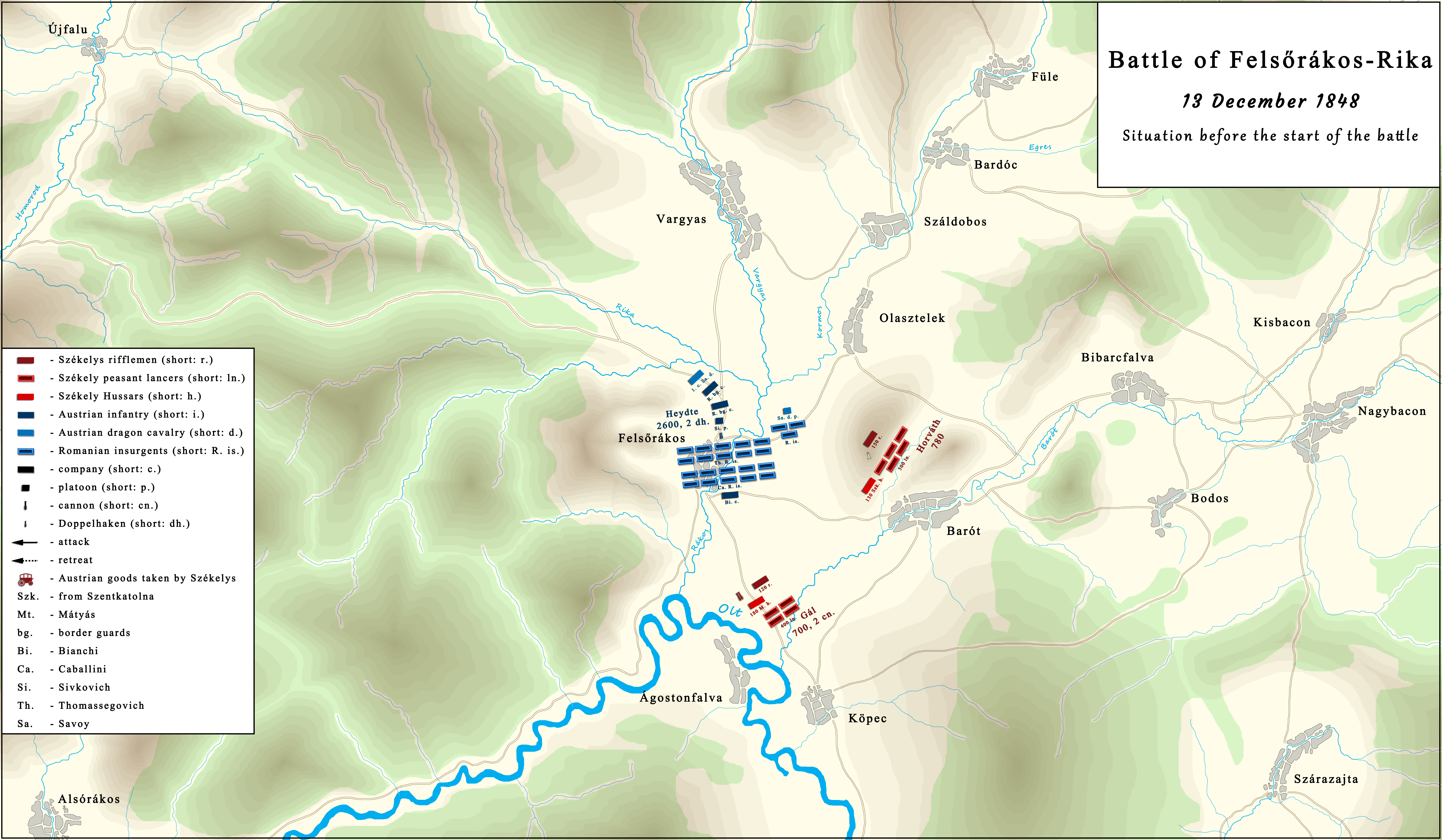
Az 1848. december 13-i rikai csata hadállása az ütközet kezdetén

Az események hírére a háromszéki magyar csapatok erőteljes mozgolódásba kezdtek, és 1848. december 13-án Barót és Köpec irányából támadást indítottak August von Heydte őrnagy osztrák egységei ellen. A rikai csatában a háromszékiek Gál Sándor és Horváth Ignác parancsnoksága alatt harcoltak, a tüzérséget pedig maga Gábor Áron vezényelte. A magyar seregtestek a Köpec és Barót mellett fejlődtek hadrendbe. Gábor Áron ágyúinak megszólalása egyértelműen demoralizálóan hatott az osztrákoka. Alsórákos és a Rika irányába nyomták vissza a háromszéki magyar csapatok az osztrákokat. A rikai csatában az osztrákok seregtestek órák alatt felbomlottak és menekülésbe kezdtek. 297-re teszik a halottak számát, a magyarok pedig tekintélyes zsákmányra tettek szert. Az ütközetben helytállásával kitüntette magát Gábor Áron, aki mellett a csatában végig ott volt élettársa, Velcsuj Jusztina. Egy Demeter Sándor nevű szemtanú írta, hogy a csata után, a fonókban így énekeltek: „Híres Heydte kapitány / Általugrott a Rikán. / Három alma meg egy fél, / Úgy fut Heydte, mint a szél”.
1876-tól járási székhely. 1910-ben 2531 lakosa volt, 30 kivételével mind magyarok. Trianonig Háromszék vármegye Miklósvári járásához tartozott.

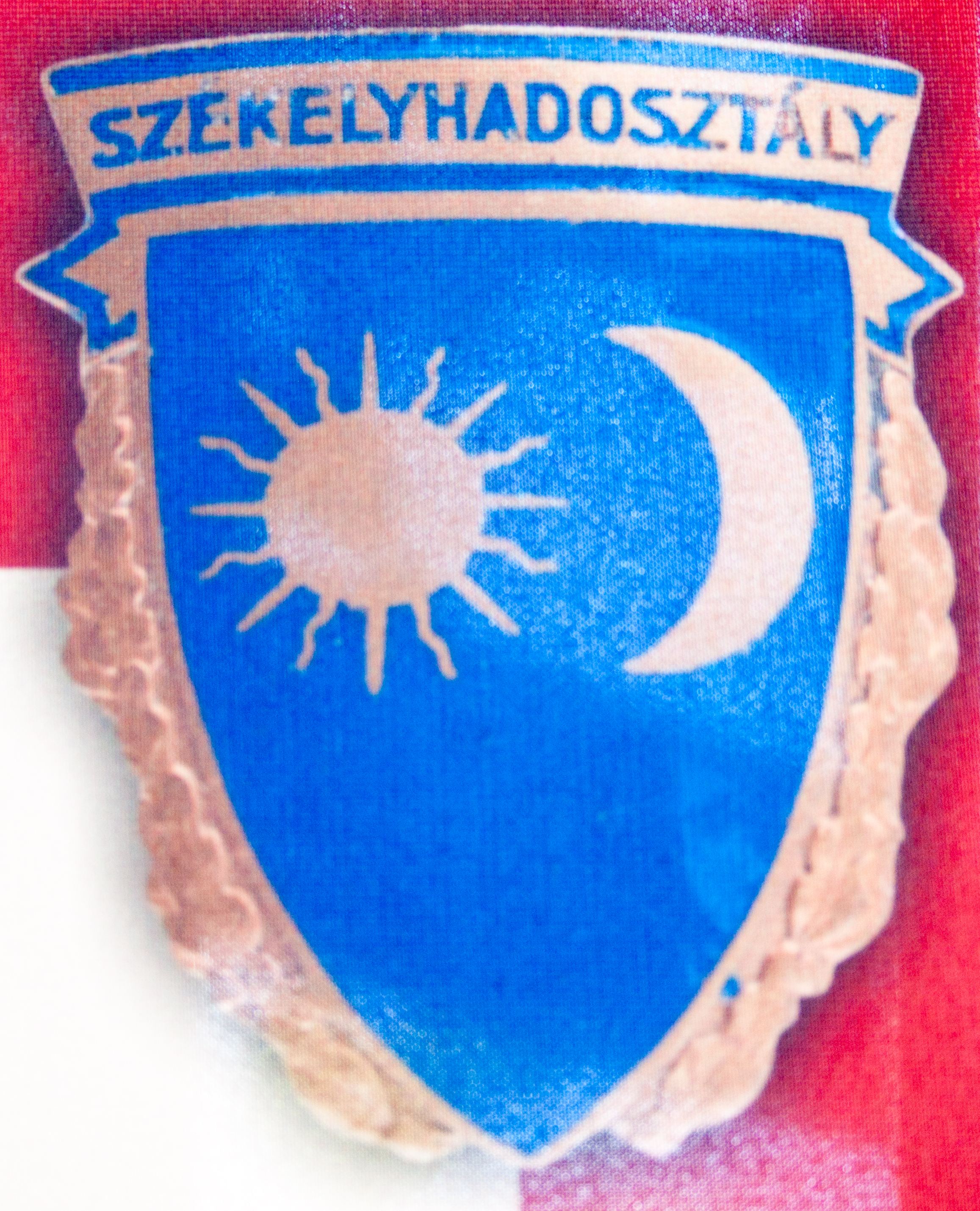
A Székely Hadosztály katonai jelvénye

Barót története a Székely Hadosztály megalakulásával is szoros kapcsolatban van. 1918 novemberének második felében, a román hadsereg Erdélybe törésének hírére, Kolozsváron szervezkedés indult az ott tartózkodó, fiatal, tartalékos, székely tisztek között. Céljuk az volt, hogy egy ütőképes alakulatot toborozzanak, amely képes lehet megállítani a román hadsereg előretörését. Ennek érdekében a toborzás legelső helyszínének Barótot jelölték ki, ahová a szervezkedők 1918. november 28-án érkeztek meg. Figyelemre méltó, hogy ameddig a románok az 1918. december 1-i gyulafehérvári nagygyűlésre mentek, addig november 30-án éjszaka barótiak és bibarcfalviak indultak az ágostonfalvi vasútállomáshoz, azzal a szándékkal hogy majd feltartóztassák a román hadsereg előrenyomulását. Ezután Erdővidék többi falvaiból is útnak indultak az önkéntesek. Hogy miért épp Barót lett a toborzás központja, arról Zágoni István, az önkénteseket verbuváló egyik székely tiszt a következőket írta:
„Nemcsak azért, mert mi, a szervezés elindítói idevalók voltunk, hanem több más okból. Jól ismertük Erdővidék kultúrában magasan fejlett és nemzeti önérzetében kemény, áldozatkészségben elszánt népét, ezért bizton számítottunk rá, hogy a felhasználható igen rövid idő alatt feltétlenül eredményt tudunk elérni."
A Székely Hadosztály megalakulására emlékezve, 2008. május 24-én, a Bardoc-Miklósvárszék Egyesület plakettet avatott a mai református parókia oldalán.

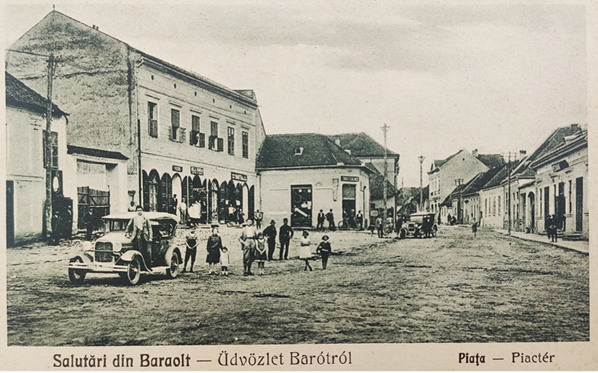
Régi képeslap

1940-ben, a második bécsi döntés értelmében, Észak-Erdély részeként újra Magyarországhoz került. A magyar csapatok 1940. szeptember 12-én vonultak be Barótra.
Az 1944. augusztus 23. átállás után román és szovjet csapatok szállták meg.
1947 februárjában a párizsi békeszerződésekben hivatalosan ismét Romániának ítélték.
Városi rangra 1968-ban emelkedett.
A 2021-es népszámlálás adatai alapján 7730 lakosából 6736 magyar, 218 román, 73 roma és 3 német volt (698 személyről nem volt elérhető információ).

## Gazdasága
Orbán Balázs így írt az 1800-as évek derekának Barótjáról:
„Baróth vásáros hely, s arra hivatott, hogy e vidék központi városává nője ki magát. Naponta csinosodik, s gyarapodik ugy, hogy már is városias küllemmel bir. Téres piaczán (melynek képét mellékelem) több bolt, és kőépület, a községben számos iparos és gyár van, minek következtében élénk kereskedelmi mozgalom uralkodik. Itten van Miklósvárszék székháza, Erdővidék kaszinója, posta és távsürgöny állomás, szóval mind azon elemek, melyek jogot nyujtanak a várossá lételre.”
1873-tól üzemel lignitbányája. A Baróthoz kapcsolt települések (Bibarcfalva, Bodos, Felsőrákos, Köpec, Miklósvár) határában 1832-től a 2010-es évek közepéig kül- és mélyműveléssel lignitet fejtettek ki.
Szénsavban gazdag ásványvíztartalékai vannak.

## Látnivalók
- Római katolikus templomát 1564-ben építették, majd 1690-ben barokk stílusban átépítették, szentélyét 1760 és 1767 között építették újjá. 1817-ben a földrengés következtében megrongálódott és ismét újjá kellett építeni. Erődített körfal övezi, tornya a déli oldalon nyíló bejárat felett áll.
- A várostól nyugatra levő Kisasszony-kápolna 1755-ben épült.
- A református templom 1996-ban épült, elődje 1782 és 1833 között épült fel.
- Ortodox temploma 1950 és 1991 között épült.
- Unitárius temploma 1991 és 1995 között épült.
- Az Ágoston-tagon is vannak romok. Orbán Balázs egy, a vár védelme alatt állt 1–2. századi római települést tételezett fel itt.

## Intézmények
A városban az alábbi kulturális intézmények működnek:
- Erdővidék Múzeuma
- Városi Művelődési Ház
- Gyulai Líviusz Városi Könyvtár

Barót oktatási intézményei a következők:
- Cimbora Napköziotthon
- Gaál Mózes Általános Iskola
- Baróti Szabó Dávid Technológiai Líceum

## Politika
- 2020-tól a várost Benedek Huszár János, független polgármester vezeti. 2023. márciusától az RMDSZ színeiben irányítja Barótot.[50]
- A 2020-ban megválasztott képviselők megoszlása az alábbi:

RMDSz – 8
EMSz – 5
Független – 2

## Híres emberek
Itt született:
- 1739-ben Baróti Szabó Dávid költő, nyelvújító, műfordító, jezsuita
- 1791-ben id. Beke József nemzetőr őrnagy[51]
- 1801-ben Keserű Mózes csillagász, püspök és kanonok
- 1812-ben ifj. Beke József honvédezredes[52]
- 1826-ban Beke Gyula honvéd őrnagy[53]
- 1838-ban Beke Antal történetíró, kanonok[54]
- 1853-ban Takó János róm. katolikus esperes, író[55]
- 1863-ban Gaál Mózes főgimnáziumi tanár, tankerületi főigazgató, ifjúsági író
- 1896-ban Kászoni Gáspár órásmester, múzeumalapító, gyűjtő[56]
- 1900-ban Zathureczkyné Zelch Manci háztartástani író, újságíró, aki verseket, novellákat is írt
- 1909-ben Bodosi Mihály atléta, sebész[57]
- 1911-ben Zárug Lukács magyar–örmény építész
- 1913-ban Bodosi Dániel festőművész
- 1914-ben Baróti Lajos magyar labdarúgó, edző, szövetségi kapitány, a Magyar Örökség díj birtokosa, az UEFA életműdíjasa. Megjegyzés: Baróti Lajos 117 alkalommal ült a magyar nemzeti csapat kispadján, nála többször senki sem irányította a válogatottat.[58][59]
- 1916-ban Bodosi Antal ferences rendi szerzetes
- 1920-ban Szabó Hajnal, magyar nyelv- és irodalomtankönyvek írója, szerkesztője
- 1923-ban Kádár Zsombor erdőmérnök
- 1928-ban Kászoni Zoltán halbiológus; Incze László történész és muzeológus
- 1934-ben Derzsi Ede röplabdázó
- 1937-ben Gyulai Líviusz Kossuth-díjas grafikusművész, a Nemzet Művésze, a Magyar Művészeti Akadémia rendes tagja[60]
- 1940-ben Nagyné Bede Rozália pedagógus, pedagógiai szakíró, helytörténész
- 1941-ben Sikó László magyar állatorvos, állattenyésztési szakíró
- 1944-ben Tulit Ilona, a magyar nyelv és irodalom tanára, tanfelügyelő, tankönyvíró és szerkesztő
- 1964-ben Nagy Zsuzsanna kutatóorvos
- 1969-ben Benedek József földrajztudós
- 1969-ben Márkos Tünde képzőművész
- 1973-ban Nagy Nándor[61] egyetemi tanár, őssejtkutató, anatómus
- 1975-ben Incze Mózes festőművész

Itt tevékenykedett:
- Itt tevékenykedett és itt temették el kibédi dr. Simonffy Sámuelt (1817-1898),[62] aki Bem József tábornok tábori orvosa, majd Erdővidék járásorvosa volt.
- Itt tevékenykedett az olaszteleki születésű Zathureczky Gyula jogász, birtokos, iparos, az erdővidéki takarékpénztár igazgatója. 1884-től a nagyajtai kerület országgyűlési képviselője a Szabadelvű Párt színeiben. Megjegyzés: Ma a református egyházközség kórusa, az egykori karnagy, Zathureczky Gyula nevét viseli.[63][64]
- Itt élt és itt temették el 1858-ban alsó-zathurcsai Zathureczky Istvánt, az 1848-49-es forradalom és szabadságharc ezredesét.[65]
- Itt tevékenykedett és 1956-ban itt temették el a bodosi születésű dr. Fábián Lászlót, aki ügyvédként, politikusként és lapszerkesztőként tevékenykedett.[66][67]
- Itt tanult és itt hunyt el Moyses Márton, az 1956-os magyarországi forradalommal szolidáris diák, költő. 1970-ben a Kommunista Párt brassói székháza előtt felgyújtotta magát, égő fáklyaként tiltakozva a kommunista rendszer ellen. Nemsokkal később, 1970. május 15-én, a baróti kórházban belehalt sérüléseibe.[68]

Barót nagyjainak arcképcsarnoka

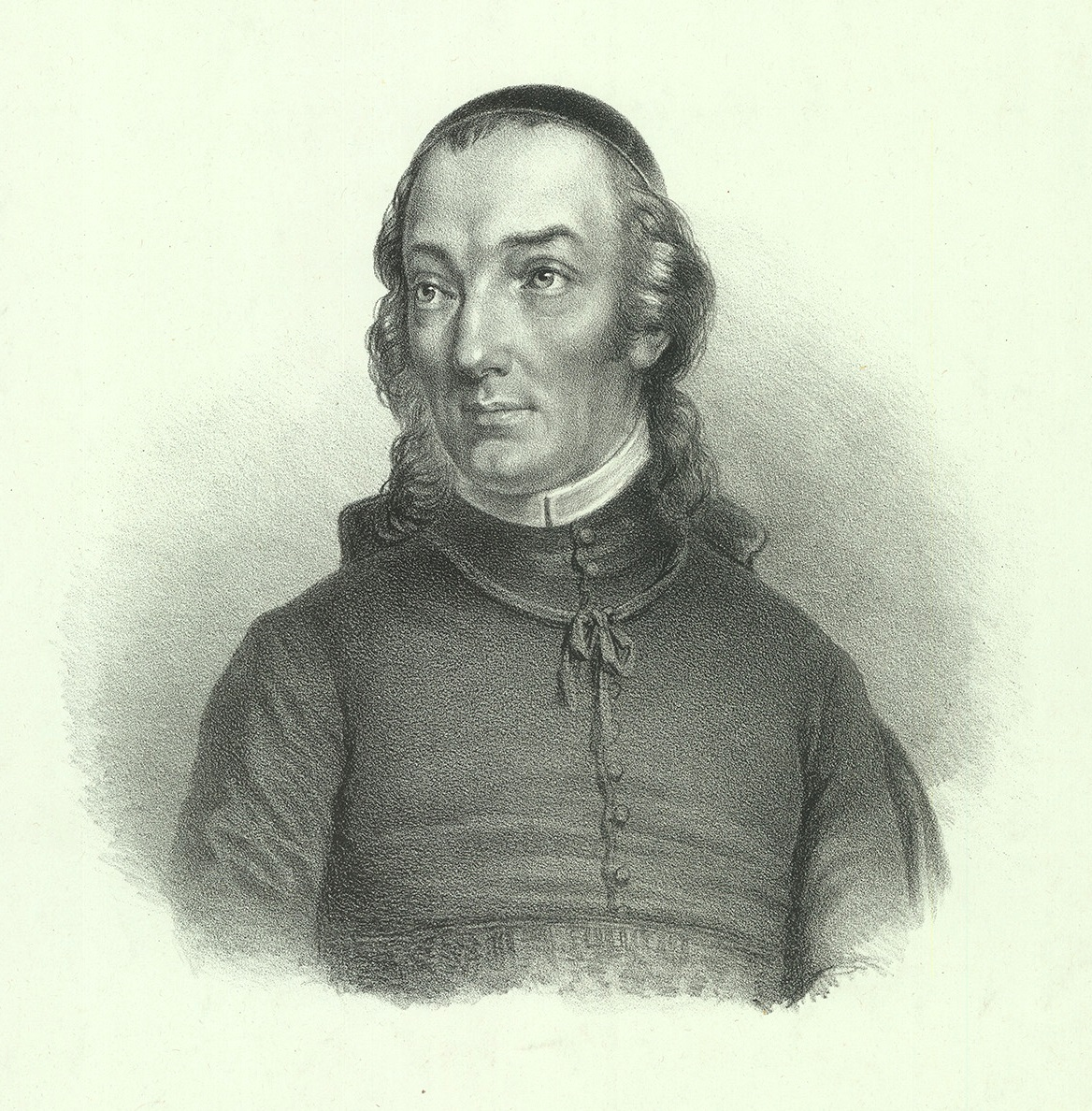
Baróti Szabó Dávid
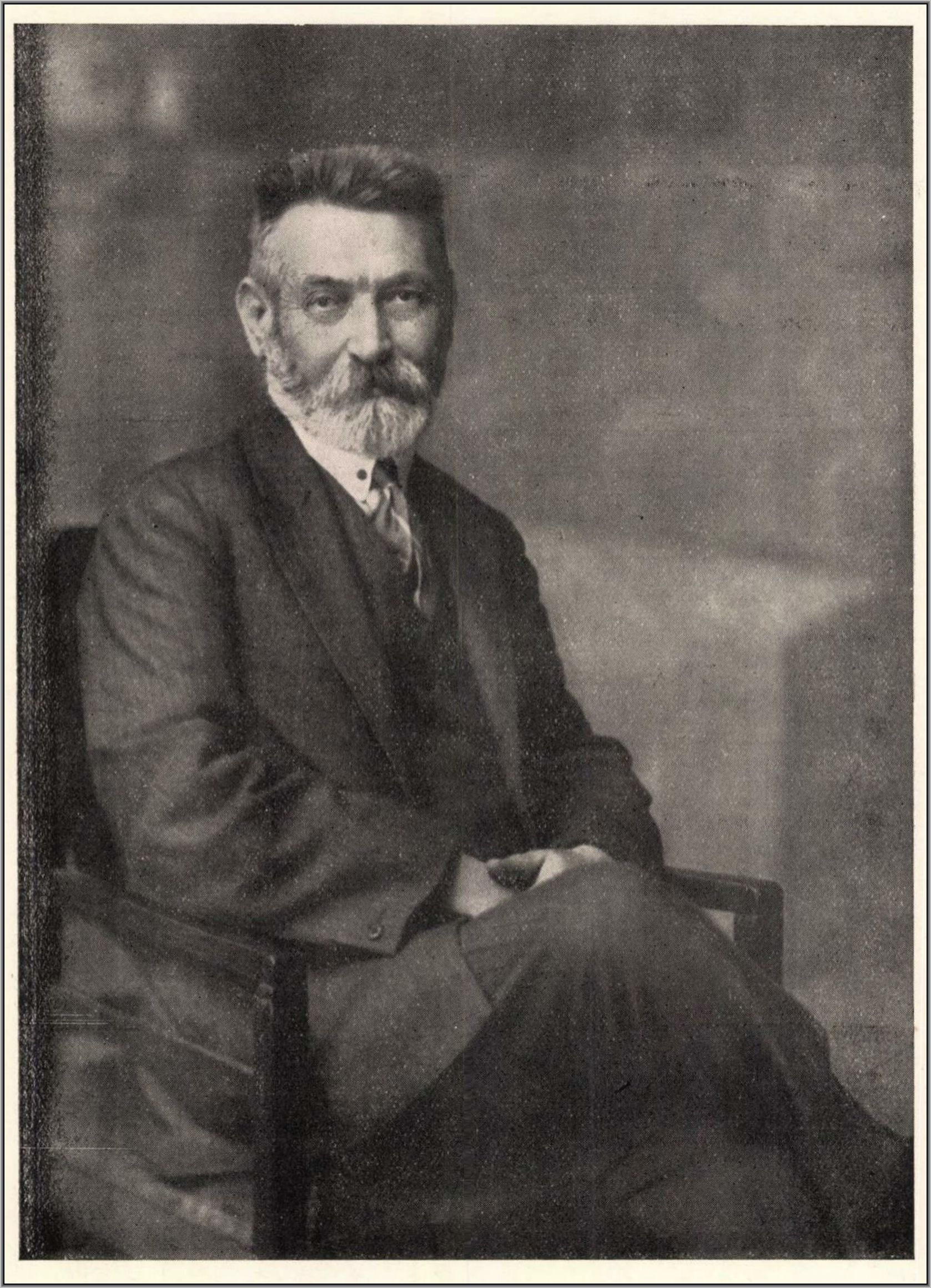
Gaál Mózes
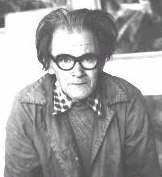
Bodosi Dániel
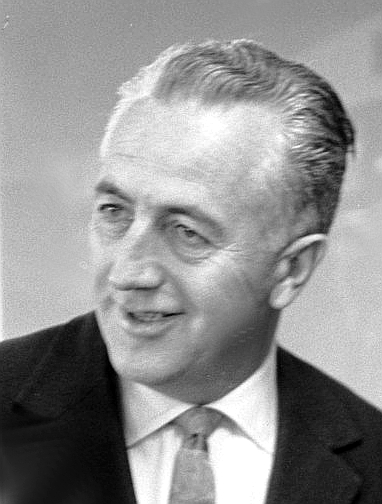
Baróti Lajos
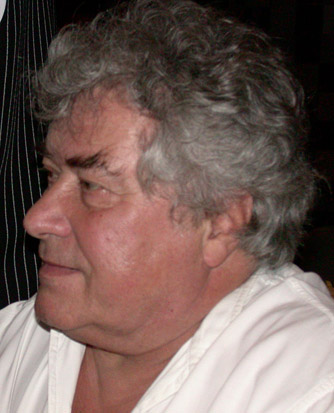
Gyulai Líviusz

## Testvértelepülések[69]
- Budafok-Tétény (Budapest XXII. kerülete),  Magyarország
- Dabas,  Magyarország
- Érmihályfalva,  Románia
- Párkány,  Szlovákia (2005)
- Sarkad,  Magyarország
- Szarvas,  Magyarország
- Zalaegerszeg,  Magyarország[70]
- Zirc,  Magyarország

## Képgaléria

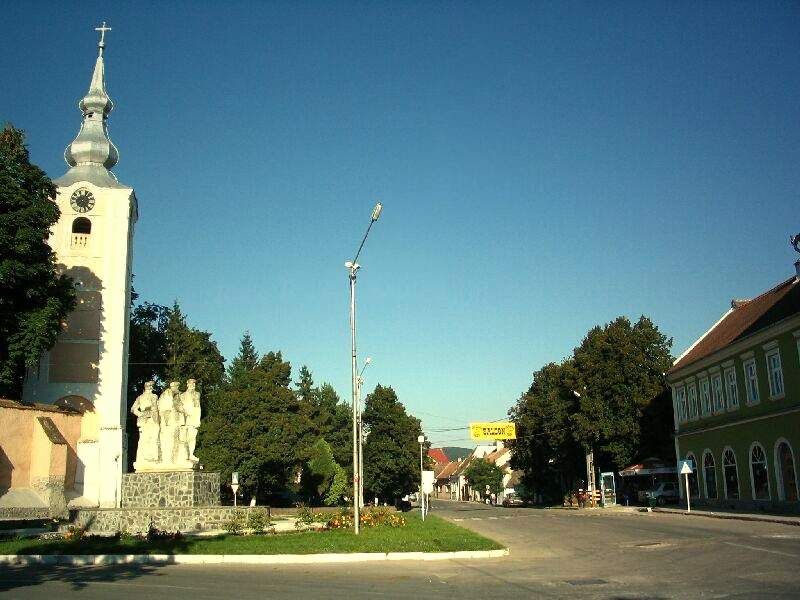
Barót központja a római katolikus templommal
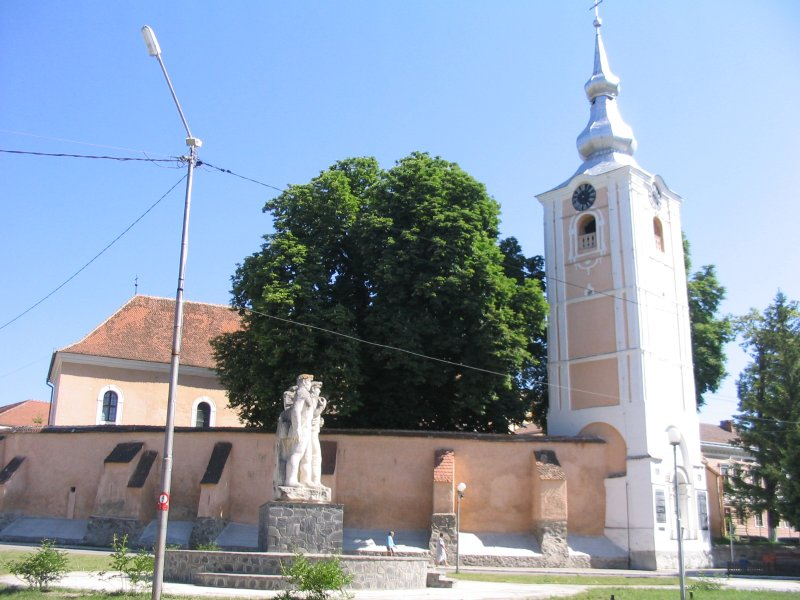
Katolikus templom
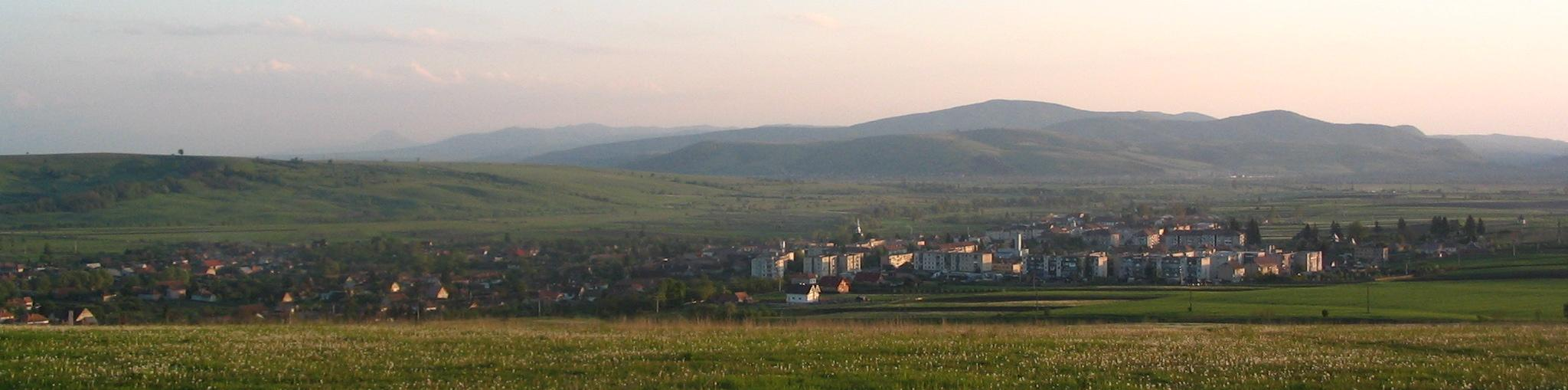
Barót látképe északról
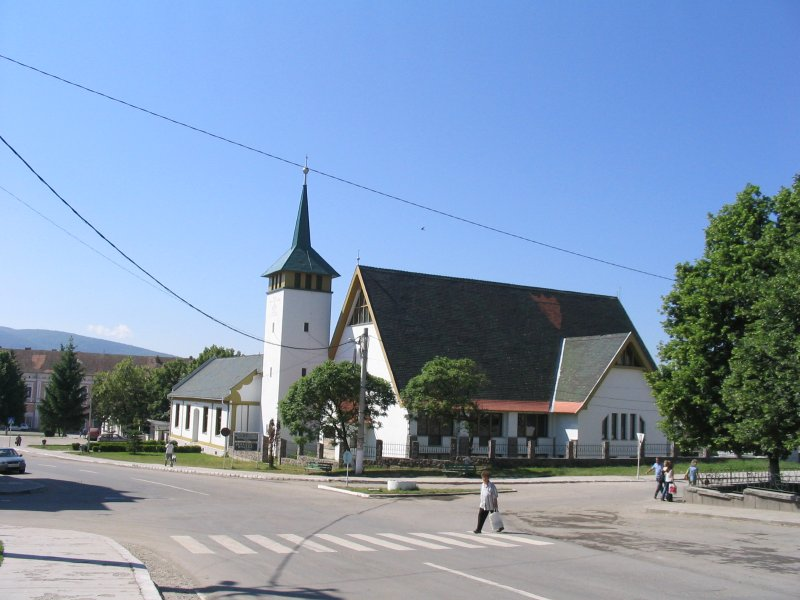
Református templom
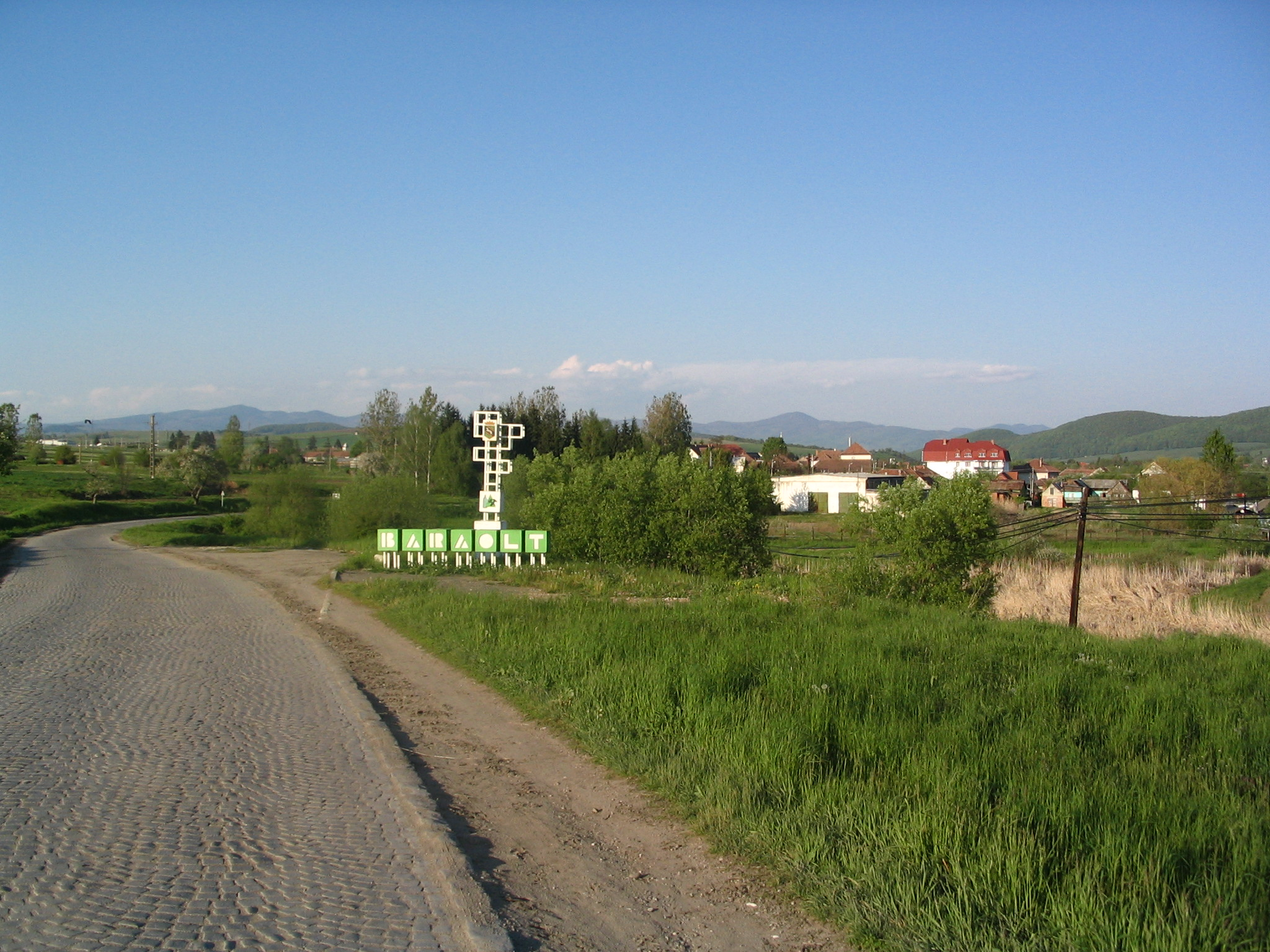
Barót bejárata Brassó irányából
Bányászszobor
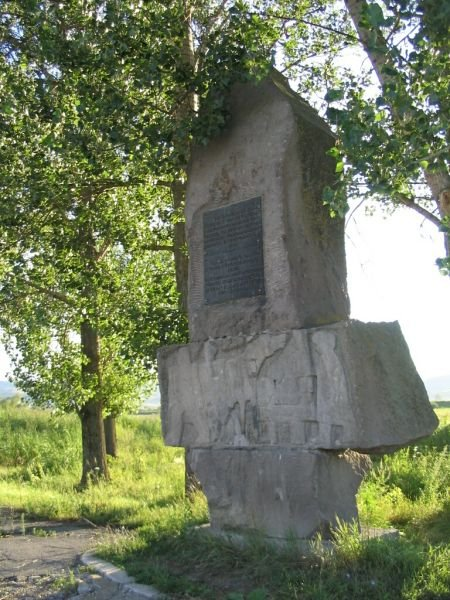
Az 1848-49-es forradalom és szabadságharc véceri honvéd emlékműve
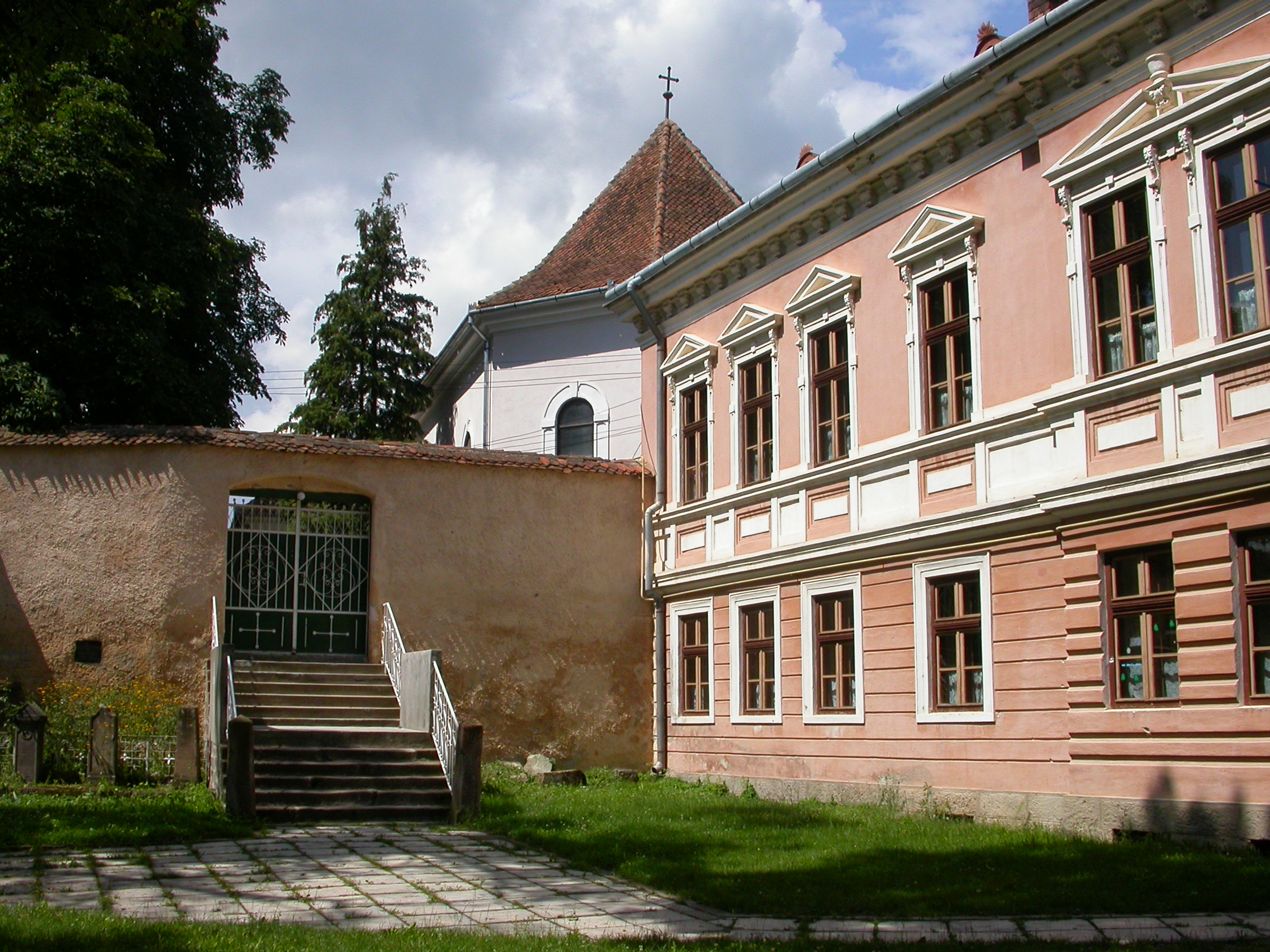
A baróti római katolikus templom és a diákdombi iskolaépület